# 상사병
상사병(相思病, lovesickness)은 사랑하는 사람의 부재 또는 진행 중인 관계와 관련된 부정적인 감정을 기술하는 비공식적인 고통이자 마음의 병이다. 육체적, 정신적 증상을 모두 호소할 수 있다. 연애와 관련한 육체적, 정신적 증상과는 구별된다. 상사병이라는 용어는 의학, 심리학 분야에서 그다지 자주 쓰이지는 않는다.

## 정신 질환으로서의 사랑
문학과 시집에서는 사랑을 광기의 일종으로 기술하기도 하였으며 의사는 비슷한 접근을 취한다. 히포크라테스 의학적 관점에 따르면 열정적인 사랑은 거의 무조건 시들해지거나 상사병으로 이어지며 이것은 우울증 또는 슬픔의 한 형태로 간주된다.

## 증상
사랑과 상사병의 주제를 연구한 프랭크 탤리스(Frank Tallis)는 2005년 자신의 논문에서 진정으로 사랑에 빠질 때 상사병이 발생하며 의사에 의해 진지하게 고려되는 것이 좋다고 넌지시 이야기하고 있다. 이와 비슷하게, 의료 전문가들은 상사병의 진단 과정은 진지하게 고려하는 것이 좋다는 점에 동의한다.
탤리스는 상사병의 공통된 증상 목록을 나열하였다:
- 조증
- 우울증, 무기력증
- 구역질
- 울음
- 불면증: 피로로 이어질 수 있음
- 집중력 부재
- 거식증 또는 폭식증
- 스트레스 - 고혈압, 흉통, 급성 불면증
- 강박신경증
- 심리적으로 발생하는 육체적 증상: 예) 복통, 식욕 변화, 불면증, 어지럼증, 혼란
- 만성 경부통, 신체 미진, 침투적 사고, 잦은 회상.
- 급성 기분 변화

## 문학
윌리엄 셰익스피어의 로미오와 줄리엣은 두 명의 서로 사랑으로 얼빠진 젊은 사람들이 느끼는 "사랑"과 슬픔의 진정한 광기를 묘사한다.

## 참고 문헌
- Frank Tallis Love Sick: Love as a Mental Illness (2005)
- Tricia Vaughn Love sickness is real, and the high it provides looks a lot like cocaine usage (2013)

## 같이 보기
- 실연
- 리머런스